# Venzke Glacier
Venzke Glacier är en glaciär i Antarktis. Den ligger i Västantarktis. Inget land gör anspråk på området. Venzke Glacier ligger 304 meter över havet.
Terrängen runt Venzke Glacier är platt åt sydost, men åt nordväst är den kuperad. Trakten är obefolkad. Det finns inga samhällen i närheten. 